# Hannu Leminen
Hannu Leminen (5 de enero de 1910 – 6 de junio de 1997) fue un director, guionista y editor cinematográfico finlandés.

## Biografía
Su nombre completo era Hanno Päiviö Leminen, y nació en Helsinki, Finlandia. 
Leminen fue gerente y director en la productora Suomi-Filmi entre 1937 y 1940, así como en Suomen Filmiteollisuus desde 1940 a 1947. Fue también director de producción en Adams Filmi en 1947–1952, en Olympia-Filmi en 1952–1953, en Suomi-Filmin en 1953–1957, director en MTV3 en 1957–1963 y director comercial de Fennada-Filmi en 1963–1964.
A lo largo de su trayectoria en el cine, Leminen dirigió un total de 29 producciones, entre ellas Valkoiset ruusut, Rosvo-Roope, Kesäillan valssi, Vieras mies, Maailmat kohtaavat y Kultaa ja kunniaa. Por su trabajo, obtuvo cuatro Premios Jussi, dos por su dirección artística (En ole kreivitär en 1945 y Morsiusseppele en 1954) y dos al mejor director (Valkoiset ruusut en 1943 y Maailmat kohtaavat en 1952).
Tras su carrera cinematográfica, Leminen trabajó para Yleisradio como director del departamento teatral y de entretenimiento de Yle TV1 en 1964–1965, y como director de Yle TV2 en 1965–1974.
Hannu Leminen falleció en Turku, Finlandia en el año 1997. Desde 1940 había estado casado con la actriz Helena Kara, que participó en casi todas las películas de su marido.

## Filmografía

### Largometrajes
- 1941 : Pakkorajalta Syvärille (documental, dirigido con Orvo Saarikivi y Valentin Vaala)
- 1941 : Täysosuma
- 1942 : Avioliittoyhtiö
- 1942 : Puck
- 1943 : Tuomari Martta
- 1943 : Valkoiset ruusut
- 1943 : Synnitön lankeemus
- 1944 : Suurin voitto
- 1945 : Vain sinulle
- 1945 : En ole kreivitär
- 1946 : Synnin jäljet
- 1947 : Hedelmätön puu
- 1947 : Tuhottu nuoruus
- 1948 : Sankari kuin sankari
- 1948 : Soita minulle, Helena!
- 1949 : Rosvo-Roope
- 1950 : Amor hoi!
- 1950 : Ratavartijan kaunis Inkeri
- 1951 : Kesäillan valssi
- 1952 : Hän tuli ikkunasta
- 1952 : Begegnung der Welten
- 1952 : Maailmat kohtaavat (documental)
- 1953 : Kultaa ja kunniaa (documental)
- 1954 : Morsiusseppele
- 1954 : Onnelliset
- 1955 : Lähellä syntiä
- 1956 : Riihalan valtias
- 1956 : Ratkaisun päivät
- 1956 : Muuan sulhasmies
- 1957 : Vieras mies

### Cortos documentales
- 1937 : Temppeli Auran rannalla
- 1940 : Puolustusvoimain uutiskatsaus 1–9
- 1940 : Välähdyksiä Suomen ja Venäjän sodasta 1939-1940
- 1941 : Sireenien kukkiessa
- 1941 : Puolustusvoimain katsaus 1–13
- 1941 : Puolustusvoimain katsaus 49, 52
- 1947 : Syöpä voidaan parantaa
- 1948 : Vuosisadan salapoliisi
- 1949 : Rengasmatkalla
- 1949 : Mies paikallaan